# Lès

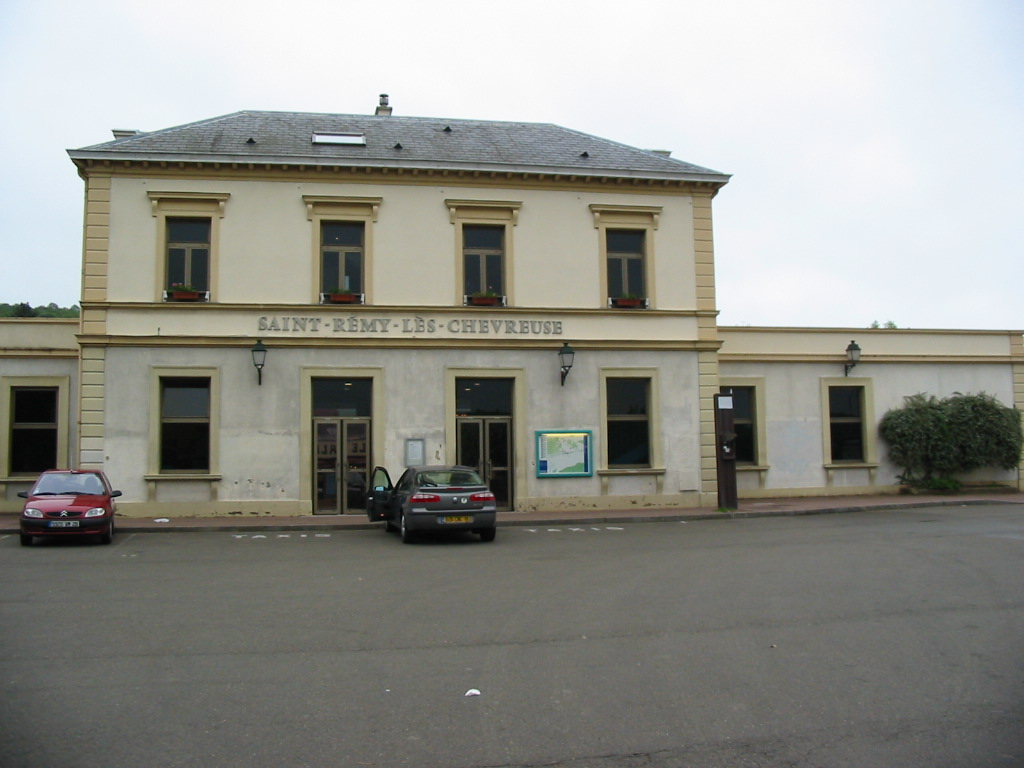
圣雷米莱舍夫勒斯站，可见站名中的“lès”

在法语地名中，“lès”（法語：[lɛ] ⓘ，联诵时发音为[lɛz‿]）一词意为“在……附近”。作为一个古词语，其并不在现代法语中使用，基本上仅用于法语地名。除了最常见的“lès”以外，该词还有两种变体：“lez”与“les”。

## 词源
该词源自晚期拉丁语“latus”，意为“在……旁边”。

## 用法
“lès”是一个介詞，用来表示某地的地理位置与另一个地方接近，通常后接一个临近该地的较大的城镇之名称，例如蒙蒂尼莱梅斯，意为“梅斯附近的蒙蒂尼”。而现代法语中，表示“附近”含义的介词一般用“près”，且“près”亦用于法语地名中，如勒皮附近瓦尔斯（Vals-près-le-Puy）。此外，亦可用介词“de”（意为“属于……”、“……的”）表示接近，如圣梅达尔德米西当（Saint-Médard-de-Mussidan），意为“米西当的圣梅达尔”。

## 译法
在现代主流地名译名类书籍资料中，“lès”及其变体通常均音译作“莱”而不意译，而另一个表示“附近”含义的介词“près”通常意译。

## 变体
变体“lez”的例子有：
- 利斯莱拉努瓦（Lys-lez-Lannoy）
- 朗布尔莱杜埃（Lambres-lez-Douai）

带有“lez”的地名大多位于法国北部省与比利时埃諾省。
变体“les”的例子有：
- 阿韦讷莱索贝尔（Avesnes-les-Aubert）
- 绍雷莱博讷（Chorey-les-Beaune）
- 马蒂格新堡（Châteauneuf-les-Martigues）
- 维拉尔莱栋布（Villars-les-Dombes）

需要注意的是，法语地名中此类的“les”仅为少数，绝大多数的“les”为复数定冠词，如艾克斯莱班（Aix-les-Bains）等含有“les-Bains”（意为“浴场”）的地名、蒙索莱米讷（Montceau-les-Mines）等含有“les-Mines”（意为“矿”）的地名、库赛莱布瓦（Coussay-les-Bois）等含有“les-Bois”（意为“树林”）的地名及圣阿芒莱索（Saint-Amand-les-Eaux）等含有“les-Eaux”（意为“水”）的地名。